# Charles du Fresne, sieur du Cange
Charles du Fresne, sieur du Cange o Du Cange (Amiens, 18 de desembre de 1610 - París, 23 d'octubre de 1688) fou un filòleg, lexicògraf i historiador de l'Edat mitjana europea i de l'Imperi Romà d'Orient.

## Vida i obra
Fou el cinquè fill de Louis Du Fresne, sieur de Frédeval et du Cange, títol que heredaria del seu pare en morir aquest. Va estudiar als Jesuïtes d'Amiens i després Dret a Orléans i obtingué el títol d'advocat el 1631 a París. Tornà a Amiens on es feu càrrec de la notaria del seu pare. El 1638 es casà amb Catherine Du Bos, amb qui tingué deu fills, quatre dels quals sobrevisqueren al pare. El 1645 comprà al seu sogre el nomenament de Tresorer de França, que exercí fins a 1668 i que li permeté de viure centrat a la recerca, tasca a la qual es dedicà amb intensitat i laboriositat. El 1669, la família s'instal·là a París fugint de la pesta que assolava el nord. Allí morí als 78 anys.
Du Cange va estudiar també idiomes per poder fer estudis d'història i arqueologia medieval i de l'Imperi Romà d'Orient. També es va dedicar a la història de la seva vila i regió nadiua: Amiens i la Picardia. A més de les seves publicacions, va deixar una sèrie d'obres inèdites així com un gran volum de correspondència amb els seus col·legues, materials que es conserven en biblioteques (la Bibliothèque nationale de France, la Bibliothèque de l'Arsenal a París i la biblioteca municipal d'Amiens).

## ElGlossarium mediae et infimae Latinitatis

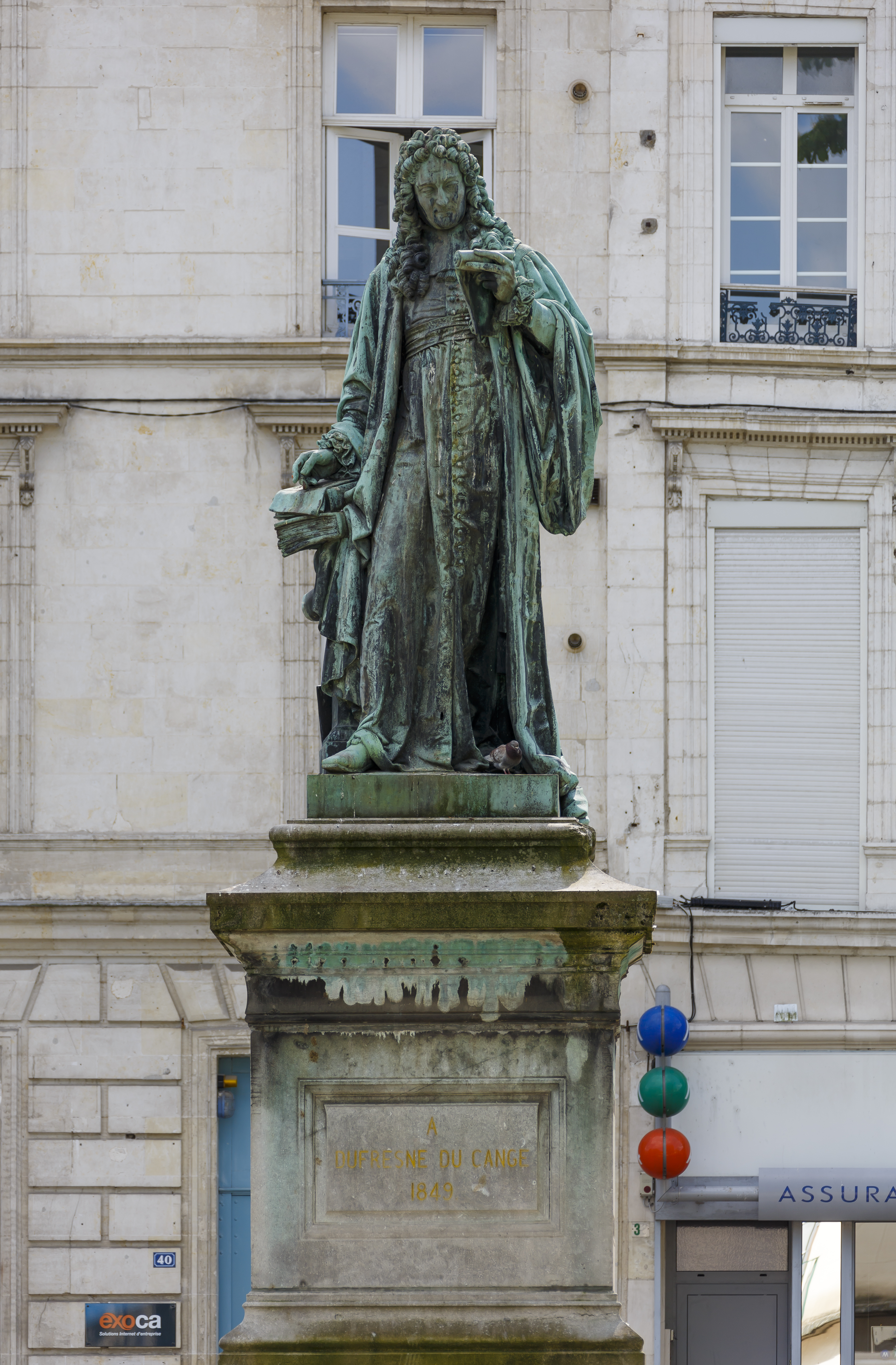
Monument a Charles Du Fresne a la plaça René Goblet, a Amiens

L'obra més important de Du Cange és el Glossarium mediae et infimae Latinitatis (és a dir, glossari del llatí medieval i tardà, Paris, 1678). Aquesta obra, i el glossari del grec medieval i tardà, que va publicar deu anys després, han estat reeditades i retreballades i encara són consultades pels estudiosos. El seu treball pioner va consistir a individualitzar el llatí i grec medievals de les seves formes clàssiques; així contribuí també importantment a l'inici dels estudis de lingüística històrica.
Per la història de la publicació del glossarium, amb la primera edició, i les successives ampliacions (pels benedictins de Saint-Maur, per Dom Carpentier, per Henschel) que n'agumentaren notablement el nombre de volums, vegeu l'article de Géraud. En el glossarium s'hi inclouen llargues cites de documents en llatí medieval, també de documents provinents de Catalunya a través de l'obra de Pèire de Marca. També hi ha articles extensos de caràcter enciclopèdic sobre la vida, el dret i altres aspectes de l'època medieval. I també s'hi troben textos no llatins, en francès antic.

## Posteritat
L'estudi del llatí medieval, iniciat per Du Cange, ha continuat amb la publicació d'altres diccionaris (p. ex. J. F. Niermeyer, Mediae Latinitatis Lexicon Minus) i diccionaris del llatí medieval d'una zona concreta (vegeu l'article Glossarium Mediae Latinitatis Cataloniae). La Union Academique Internationale té projectat un diccionari del llatí medieval europeu i publica el Archivum latinitatis medii aevi, amb el subítol Bulletin Du Cange (accés en línia Arxivat 2016-03-10 a Wayback Machine.).

## Obres accessibles en línia
- Du Cange, et al., Glossarium mediae et infimae Latinitatis, Niort: L. Favre, 1883–1887 (10 vol.). text en línia, amb possibilitat de cerca, publicat per École nationale des chartes
- Glossarium mediae et infimae Latinitatis Text en imatges en línia
- Glossarium mediae et infimae Latinitatis 7-volume (1840-1850) a la web de la Stanford University Library Arxivat 2015-11-07 a Wayback Machine.
- Glossarium ad scriptores mediae et infimae Graecitatis Glossarium ad scriptores mediae et infimae Graecitatis en línia, Universitat de Creta, Grècia
- Les Familles d'Outremer a l'Internet Archive